# Route européenne 37
Pour les articles homonymes, voir E37 et Route 37.
La route européenne 37 est une route reliant Brême à Cologne.

## Tracé

### Allemagne
En Allemagne, la route E37 se confond avec :
| (Auto)route | Tracé                  | Villes traversées                                         | Routes européennes croisées              |
| ----------- | ---------------------- | --------------------------------------------------------- | ---------------------------------------- |
|             | Entre Brême et Cologne | Osnabruck, Münster, Dortmund, Hagen, Wuppertal, Wiesbaden | à Brême à Osnabruck à Dortmund à Cologne |